# Бої за Володимир (1939 - 1944)
Бої за Володимир — серія боїв в ході Другої світової війни, що розгорнулися з вересня 1939 року.

## Хід бойових дій

### 1939

#### Вересень
1 вересня ІІ Світова війна розпочалася для жителів міста через те, що Володимир перебував в складі Польщі. Через Володимир відступали на схід підрозділи розгромленої вермахтом польської армії, а місто бомбардувала німецька авіація.
7 вересня німці скинули на Володимир першу бомбу.
12 вересня німецька громада організувала маніфестацію у військових мундирах.
19 вересня о 22.30 після невеликого бою Володимир був зайнятий 36-ою танковою бригадою Червоної Армії, і згідно з пактом Молотова-Рібентропа був включений до складу СРСР. Деякі офіцери намагались роззброїти створену в місті робітничу гвардію. Проте сили були нерівні. Багато поляків було заарештовано, Після того було заборонено викладати релігію і іврит. 
29 вересня військовий трибунал 15-го стрілецького корпусу КОВО розглянув справу одного з членів загону Антона Романюка і засудив його до вищої міри покарання — розстрілу. Вирок було виконано 23 березня 1940 року.

#### Жовтень
До Володимира з Варшави прибули представники Польської військової організації Міхал Замецький і Анджей Янішек. Їхньою ціллю було утворення на Волині конспіративної організації для боротьби з радянськими властями. Тут вони провели значну роботу, залучивши до організації сім'ї Савицьких, Замецьких, Гольців, а також дружину польського офіцера Ірену Боднарську.

### 1941

#### Червень
22 червня Німеччина напала на СРСР. Володимир як прикордонне місто з самого початку війни став ареною бойових дій. У перші години війни місто бомбардувала німецька авіація, воно зазнало артилерійського обстрілу.
Обороняли Володимир прикордонні застави 90-го погранзагону, частини 87-ї стрілецької та 41-ї танкової дивізій Червоної Армії, а також 2-го укріпрайону. 
23 червня Володимир був окупований німецькими військами. Того ж дня більшовики розстріляли в'язнів місцевої тюрми.

### 1944

#### Березень
19 березня місто зазнало авіаудару радянських бомбардувальників. Було скинуто три авіабомби на залізничний вокзал, пошкоджено сходи вокзалу.

#### Липень
20 липня місто було захоплене 197 стрілецькою дивізією радянської армії. Частинам і підрозділам Червоної Армії, які відзначилися в боях за місто, було присвоєно назви Володимир-Волинські.